# Secqueville-en-Bessin
Pour les articles homonymes, voir Secqueville.
Secqueville-en-Bessin est une ancienne commune française, située dans le département du Calvados en région Normandie, devenue le 1er janvier 2016 une commune déléguée au sein de la commune nouvelle de Rots.
Elle est peuplée de 450 habitants.

## Géographie
| Cully                                                   | Cully                                                   | Le Fresne-Camilly                                                                 |
| Sainte-Croix-Grand-Tonne                                | Secqueville-en-Bessin                                   | Lasson (comm. nouv. de Rots)                                                      |
| Bretteville-l'Orgueilleuse (comm. nouv. de Thue et Mue) | Bretteville-l'Orgueilleuse (comm. nouv. de Thue et Mue) | Rots (propre territoire), Bretteville-l'Orgueilleuse (comm. nouv. de Thue et Mue) |

## Toponymie
Le nom de la localité est attesté sous les formes Siccavilla en 1077 (charte de Saint-Étienne de Caen), Secheville en Baessin en 1155 (Wace, roman de Rou), Secqueville en 1217 (charte de Mondaye), Sequevila en 1267 (charte de l’abbaye d’Ardennes, 264), Sequeville-en-Beessin en 1290 (censier de Saint-Vigor, n° 147), Siccavilla in Bessino 1456 (rôles des revenus de Saint-Étienne de Caen), Esqueville en Bessin en 1484 (archives nationales P. 272, n° 170), Siqueville en 1790.
Le Bessin est un pays de la Normandie autrefois appelé Pagus Baiocensis (pays de Bayeux).
Le gentilé est Secquevillais.

## Histoire
Le 1er janvier 2016, Secqueville-en-Bessin intègre avec deux autres communes la commune de Rots créée sous le régime juridique des communes nouvelles instauré par la loi no 2010-1563 du 16 décembre 2010 de réforme des collectivités territoriales. Les communes de Lasson, Rots et Secqueville-en-Bessin deviennent des communes déléguées et Rots est le chef-lieu de la commune nouvelle qui porte son nom.

## Politique et administration

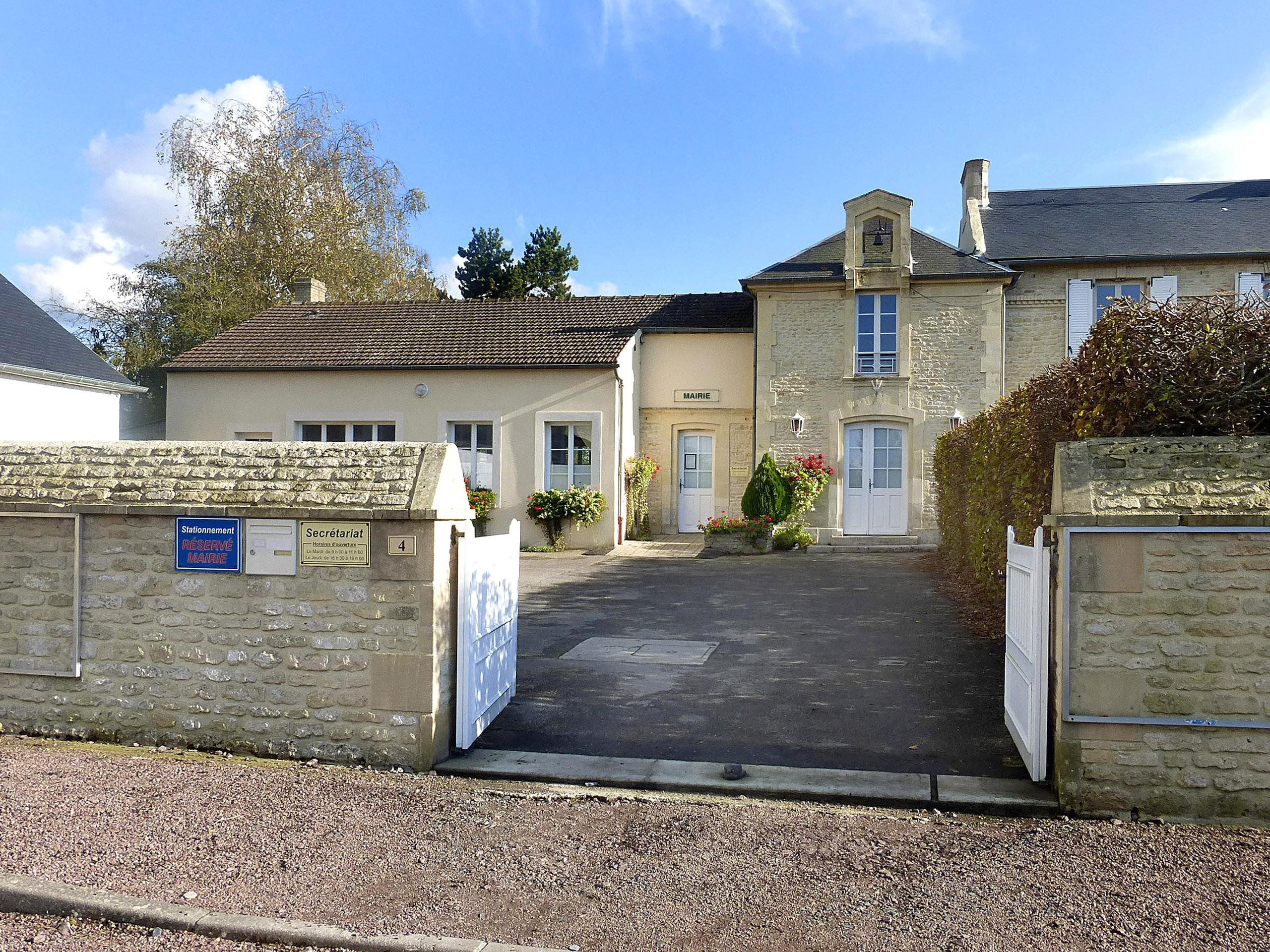
La mairie annexe.

### Liste des maires
| Période                                  | Période          | Identité         | Étiquette | Qualité                      |
| ---------------------------------------- | ---------------- | ---------------- | --------- | ---------------------------- |
| Les données manquantes sont à compléter. |                  |                  |           |                              |
| 1935                                     | 1944 (démission) | Paul Godefroy    |           |                              |
| Les données manquantes sont à compléter. |                  |                  |           |                              |
| 1951                                     | 1953             | Paul Godefroy    |           |                              |
| ca. 1966                                 |                  | Roger Tronville  |           |                              |
| avant 1981                               | ?                | Émile Ledunois   |           |                              |
| ?                                        | juin 1995        | Philippe Sauvage |           |                              |
| juin 1995                                | avril 2014       | Jacques Bruand   | SE        | Agriculteur, maire honoraire |
| avril 2014                               | juillet 2015     | Philippe Nicolas | SE        | Retraité de l'industrie      |
| juillet 2015                             | décembre 2015    | Aurore Bruand    | SE        | Ingénieur et agricultrice    |

Le conseil municipal était composé de onze membres dont le maire et deux adjoints. Ces conseillers intègrent au complet le conseil municipal de Rots le 1er janvier 2016 jusqu'en 2020 et Aurore Bruand devient maire délégué. Gérard Varlet la remplace en mai 2020.

### Liste des maires délégués
| Période        | Période     | Identité      | Étiquette | Qualité                   |
| -------------- | ----------- | ------------- | --------- | ------------------------- |
| 4 janvier 2016 | 28 mai 2020 | Aurore Bruand | SE        | Ingénieur et agricultrice |
| 28 mai 2020    | En cours    | Gérard Varlet | SE        | Retraité SNCF             |

## Démographie
En 2022, la commune comptait 450 habitants. Depuis 2004, les enquêtes de recensement dans les communes de moins de 10 000 habitants ont lieu tous les cinq ans (en 2008, 2013, 2018, etc. pour Secqueville-en-Bessin) et les chiffres de population municipale légale des autres années sont des estimations.
Secqueville-en-Bessin a compté jusqu'à 430 habitants en 1846.
| 1793 | 1800 | 1806 | 1821 | 1831 | 1836 | 1841 | 1846 | 1851 |
| ---- | ---- | ---- | ---- | ---- | ---- | ---- | ---- | ---- |
| 420  | 266  | 424  | 362  | 379  | 404  | 409  | 430  | 420  |

| 1856 | 1861 | 1866 | 1872 | 1876 | 1881 | 1886 | 1891 | 1896 |
| ---- | ---- | ---- | ---- | ---- | ---- | ---- | ---- | ---- |
| 407  | 396  | 355  | 343  | 328  | 333  | 314  | 332  | 303  |

| 1901 | 1906 | 1911 | 1921 | 1926 | 1931 | 1936 | 1946 | 1954 |
| ---- | ---- | ---- | ---- | ---- | ---- | ---- | ---- | ---- |
| 302  | 270  | 275  | 232  | 222  | 190  | 200  | 223  | 253  |

| 1962 | 1968 | 1975 | 1982 | 1990 | 1999 | 2008 | 2013 | 2018 |
| ---- | ---- | ---- | ---- | ---- | ---- | ---- | ---- | ---- |
| 247  | 209  | 206  | 229  | 264  | 358  | 355  | 388  | 413  |

| 2019 | - | - | - | - | - | - | - | - |
| ---- | - | - | - | - | - | - | - | - |
| 412  | - | - | - | - | - | - | - | - |

## Lieux et monuments
- Église Saint-Sulpice (nef du XIe siècle[11]) classée au titre des monuments historiques par liste de 1840[12].
- Ferme-manoir de Cacharat du XVIIe siècle.
- Manoir de Guerville des XVe et XVIIIe siècles, à la limite sud-ouest du bourg[13].
- Cimetière militaire britannique de Secqueville-en-Bessin où reposent 117 soldats tombés lors de la bataille de Normandie (99 Britanniques et 17 Allemands).
- Fontaine Saint-Sulpice : La source se situe sous l'autel de l'église Saint-Sulpice située tout à côté. Cette fontaine aurait été très fréquentée depuis le XIIIe siècle, pour guérir les affections des yeux et aussi la maladie de la croûte de lait qui atteint le cuir chevelu des bébés.

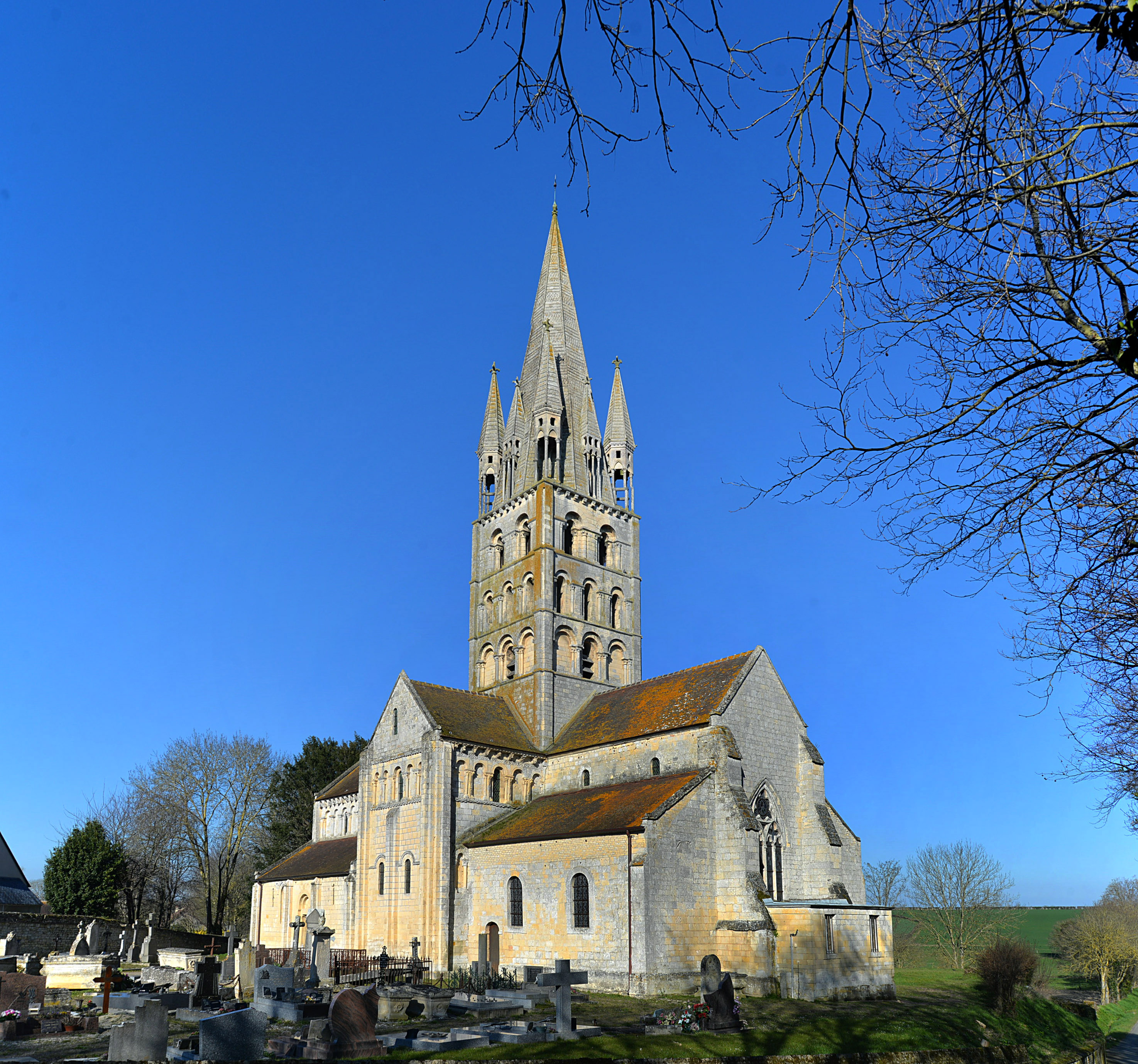
L'église Saint-Sulpice.
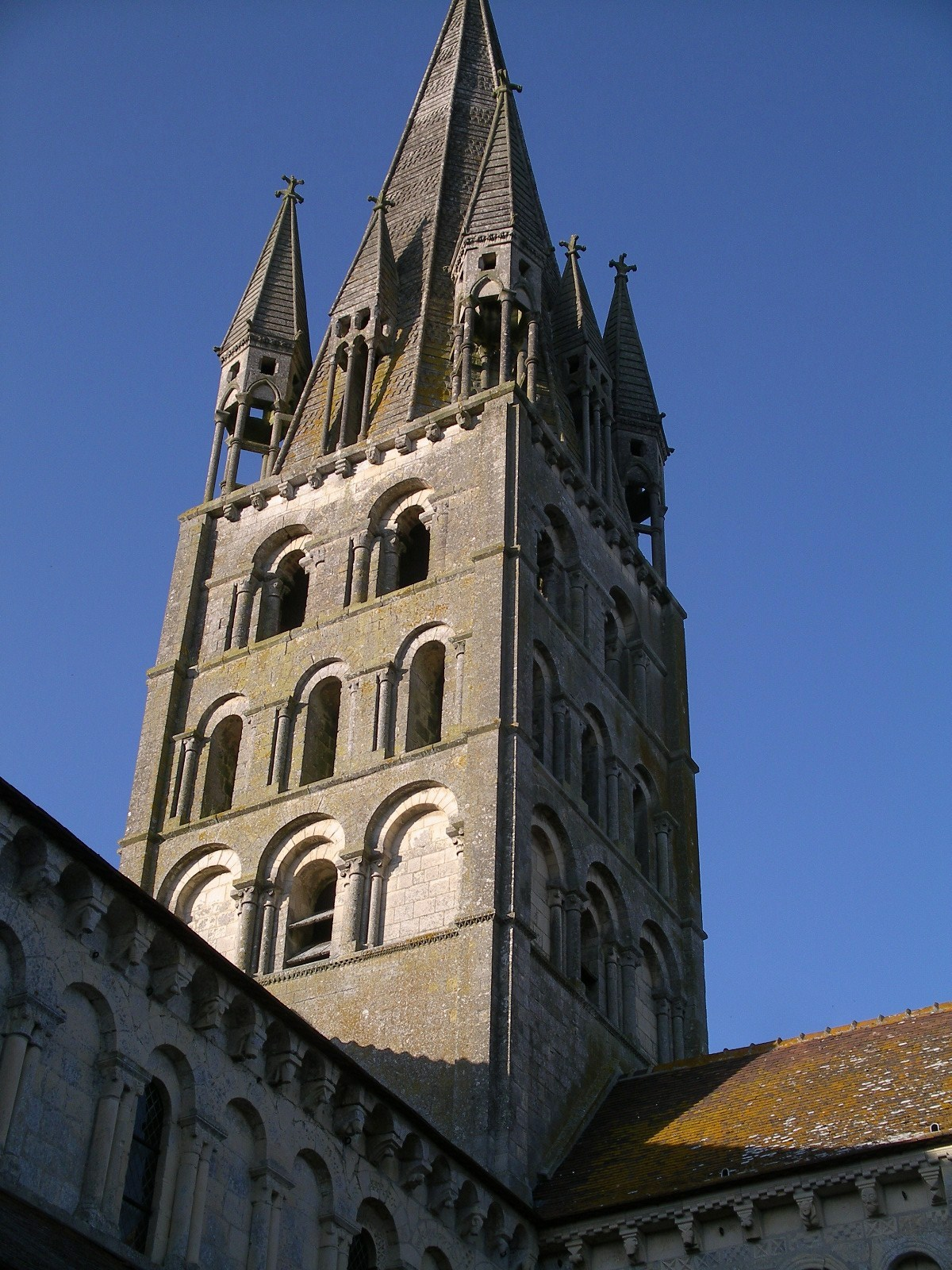
Le clocher de l'église.
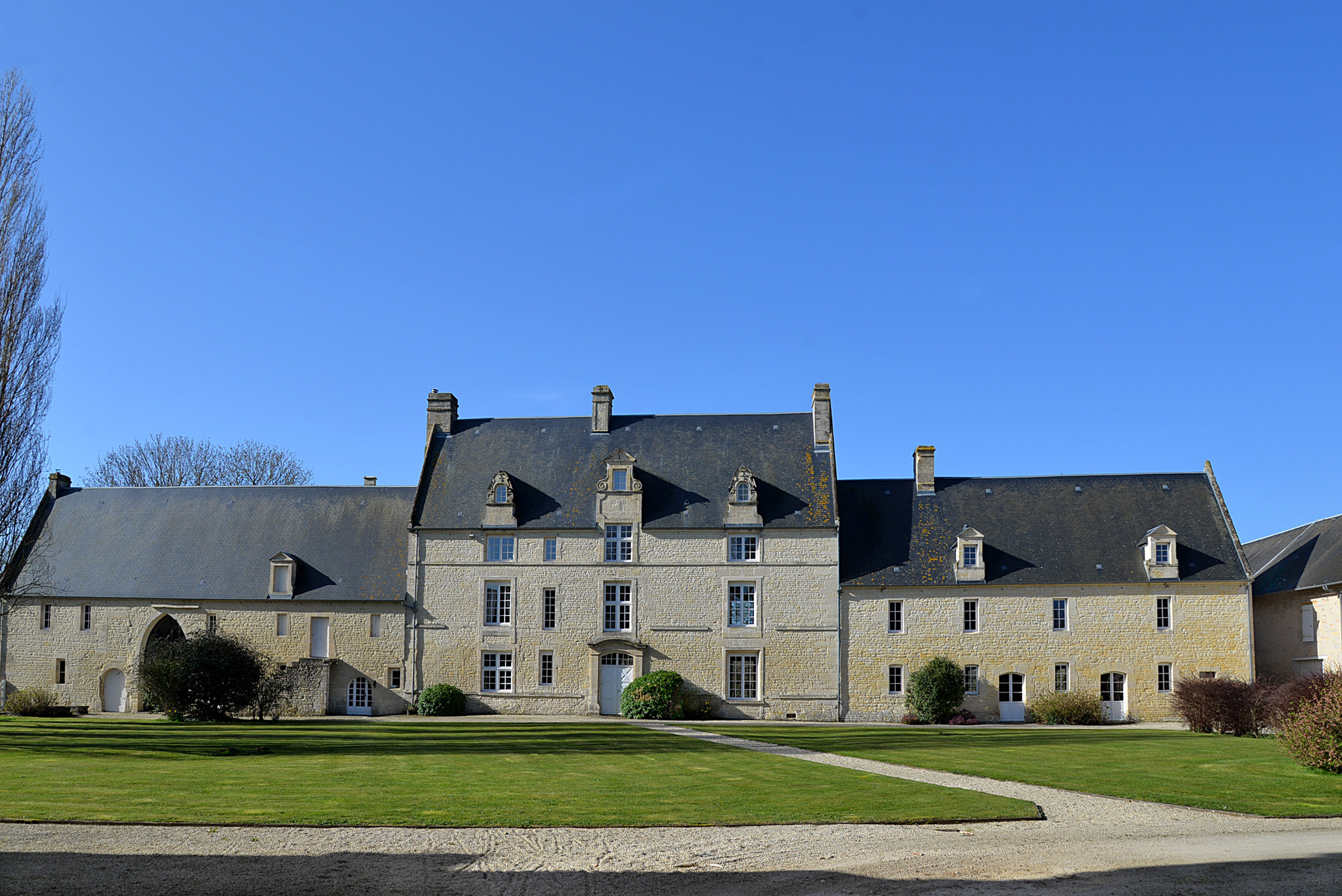
Le logis de la ferme-manoir de Cacharat.
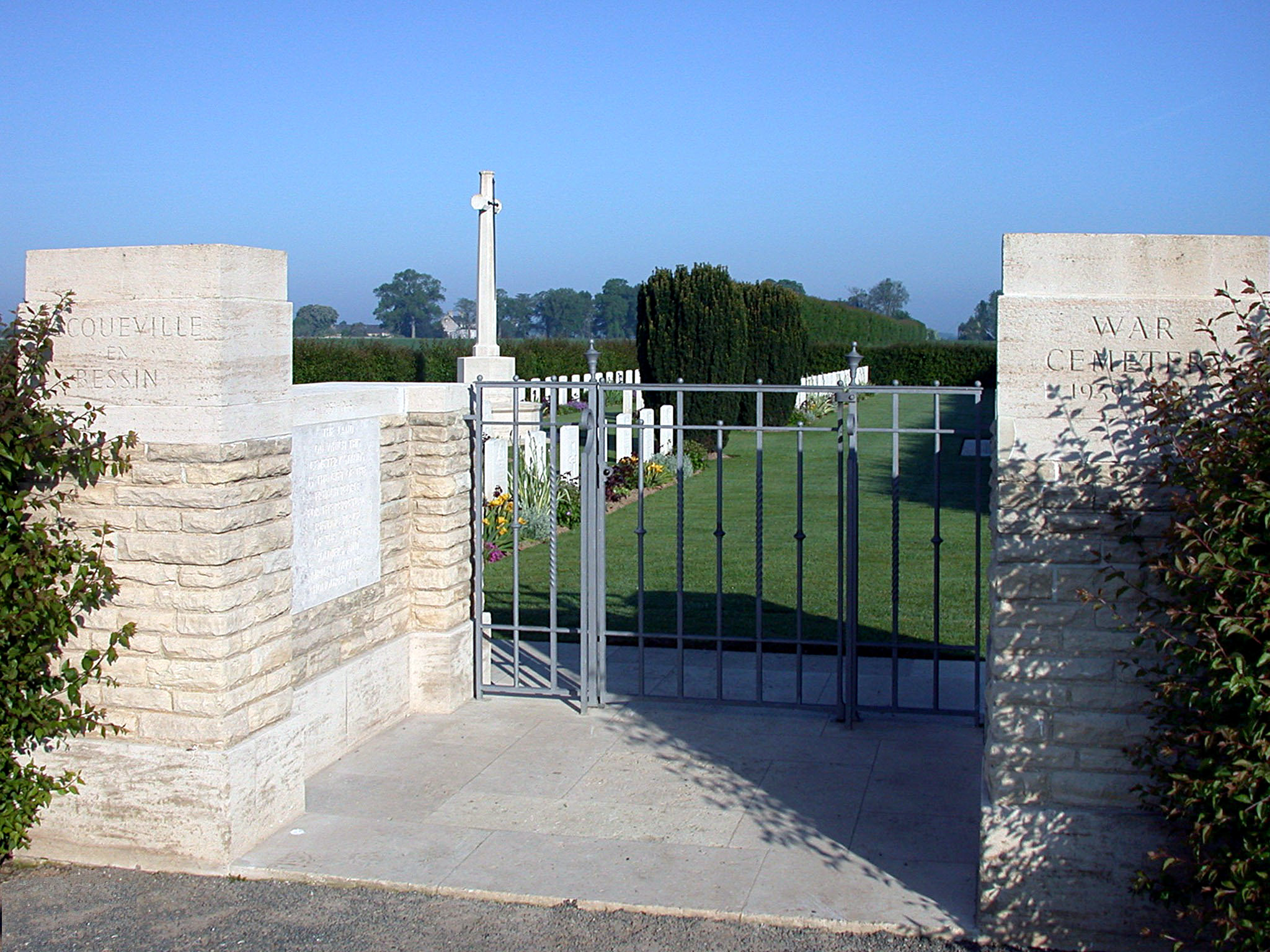
Le cimetière britannique.
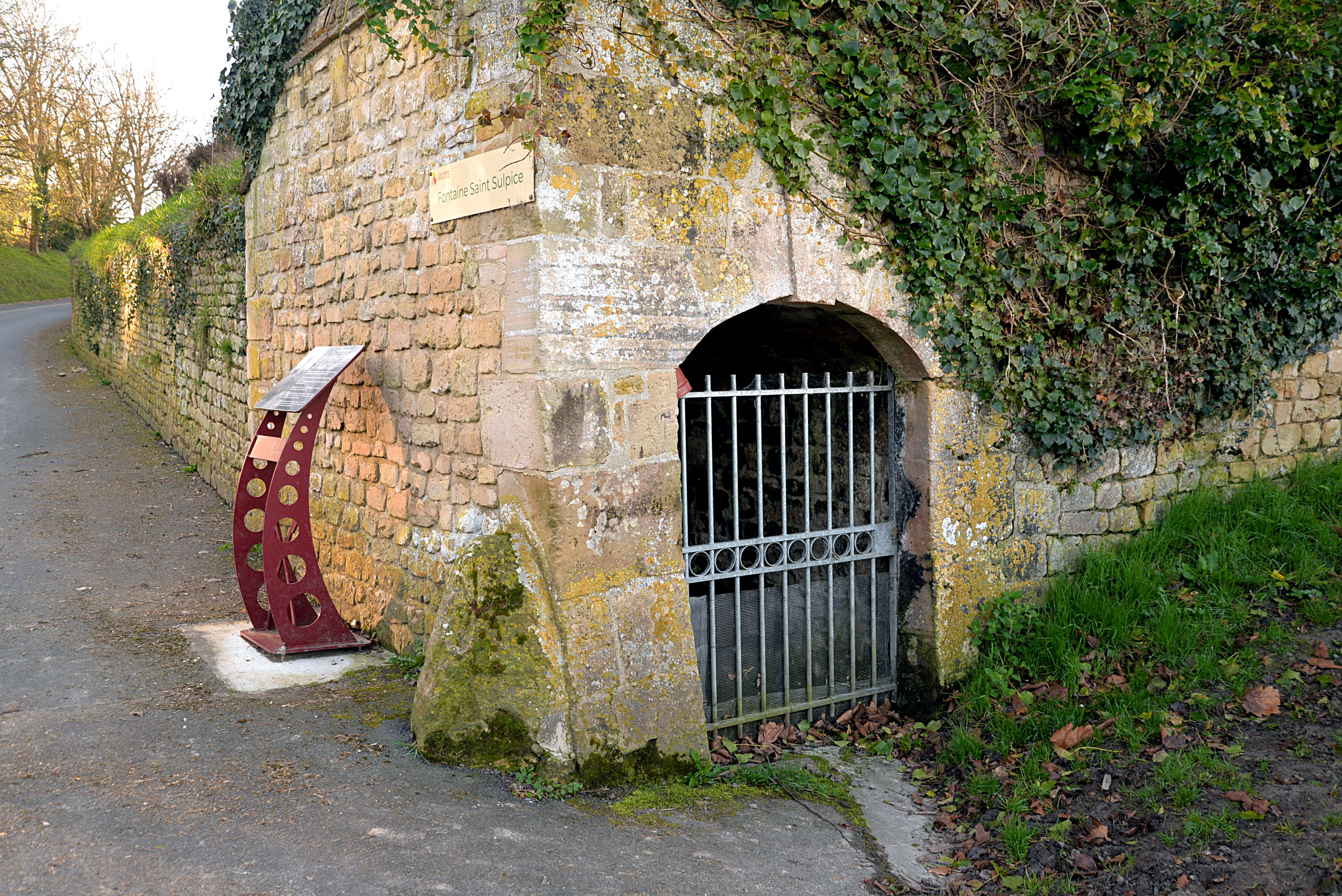
La fontaine Saint-Sulpice.
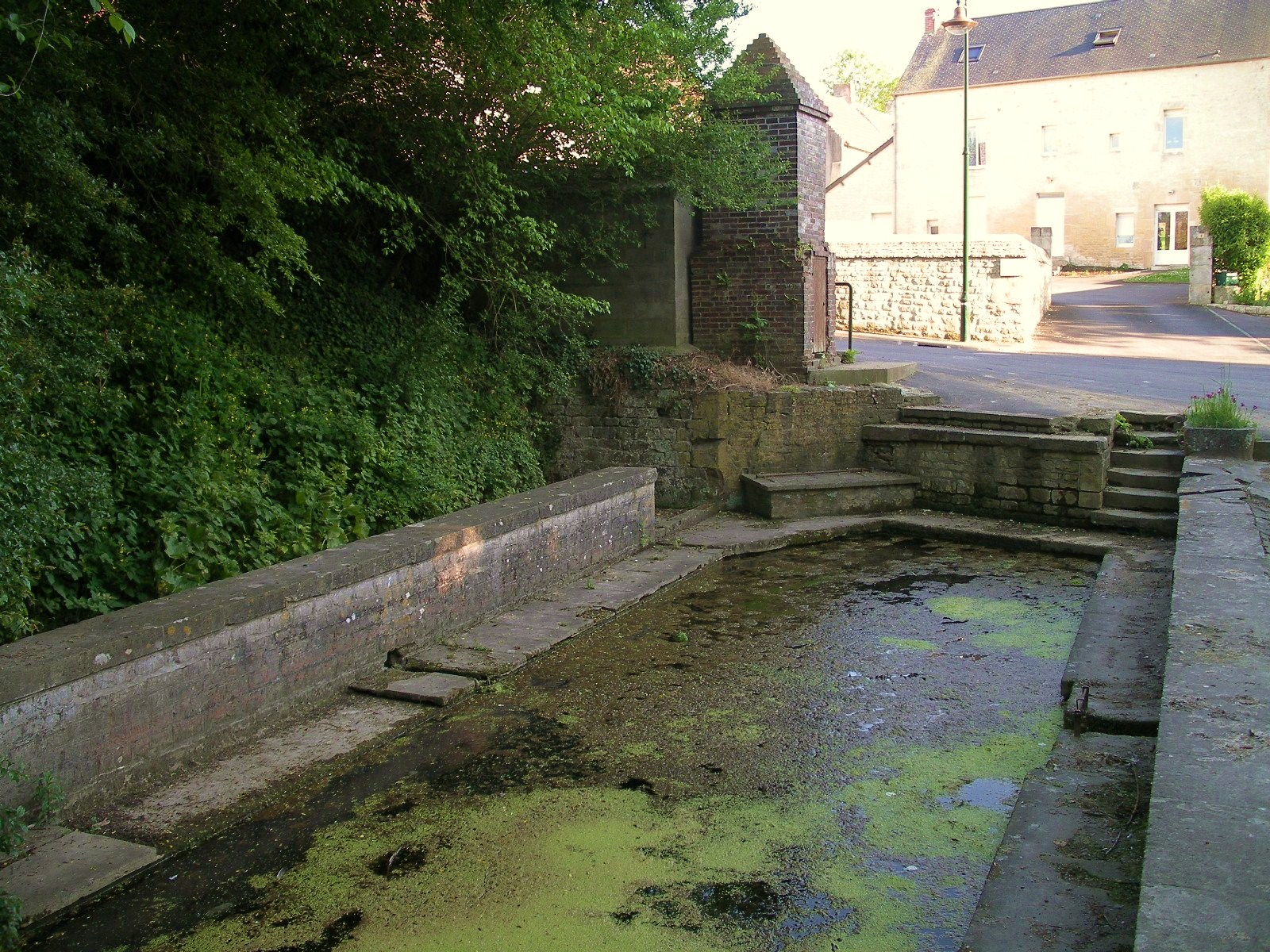
Le lavoir public.
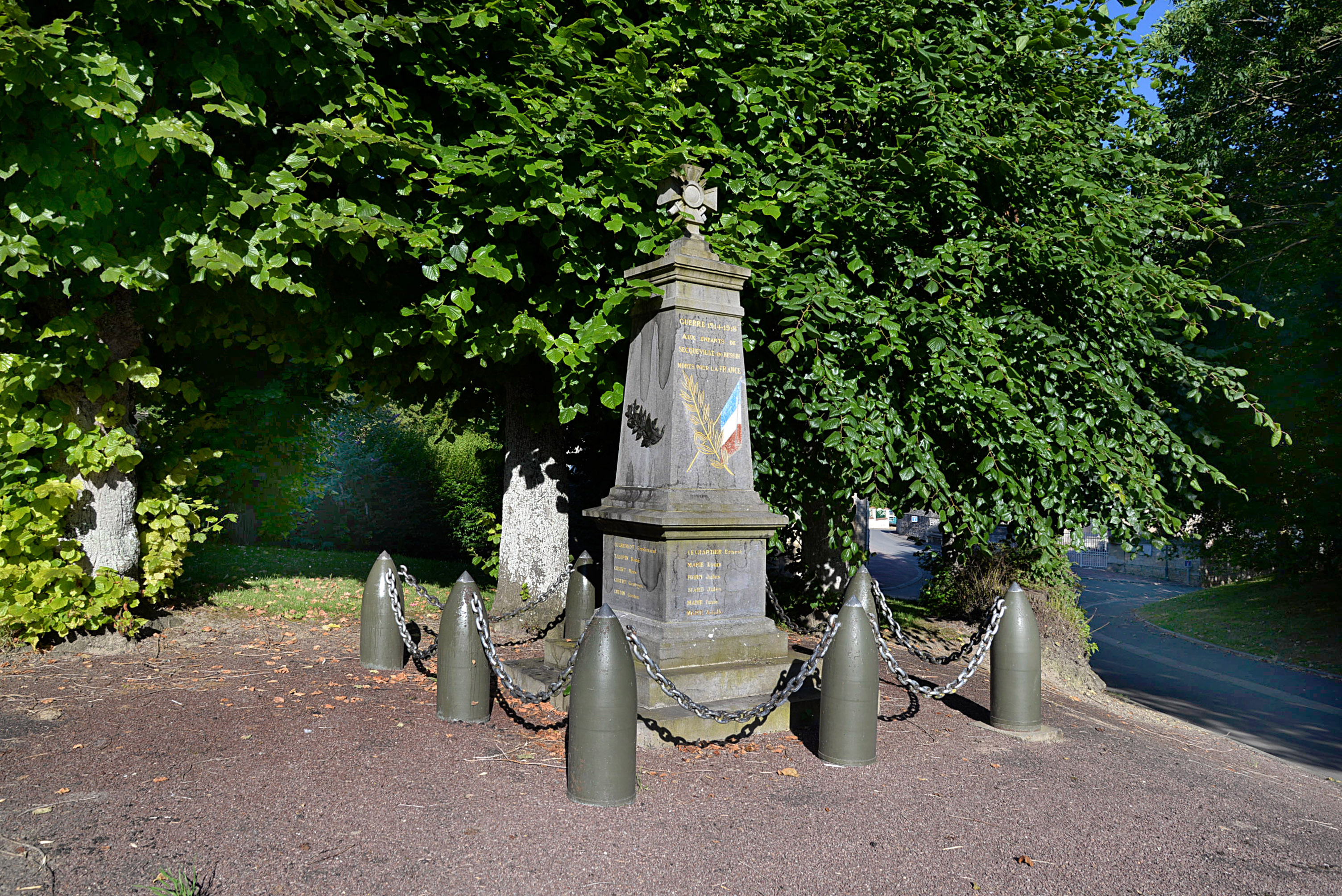
Le monument aux morts.

## Activité et manifestations

### Jumelages
- Farringdon (Royaume-Uni)[réf. nécessaire].

## Personnalités liées à la commune
- Jean-François Cussy, dit Champmêlé (1745 à Secqueville-en-Bessin - 1806), comédien et directeur de théâtre.
- Philippe Paris (1814 à Secqueville-en-Bessin - 1874), homme politique.